# K.v.v. Quick Boys
Der K.v.v. Quick Boys ist ein niederländischer Fußballverein aus Katwijk aan Zee, einem Dorf an der holländischen Nordseeküste. Am 1. Februar 1920 wurde der Verein gegründet, seitdem spielte der Klub – ausgenommen einige Jahre zwischen 2010 und 2019 – jede Saison in der höchsten Amateurliga. Quick Boys hat rund 3000 Mitglieder und einige hundert aktive organisierte Fans, für einen reinen Amateurfußballverein einer Kleinstadt ungewöhnlich hohe Zahlen. Der Klub trägt die Heimspiele im Sportpark Nieuw Zuid („Neu Süd“) aus, welcher ein Fassungsvermögen von 8500 Zuschauern hat. Die Erstmannschaft spielt derzeit in der höchsten niederländischen Amateurliga, der drittklassigen Tweede Divisie.

## Geschichte
Der Verein ist vor allem wegen des ehemaligen Nationalmannschaftsspielers Dirk Kuyt bekannt geworden: Der in Katwijk geborene Profifußballer hat bei Quick Boys seine Fußballkarriere angefangen. Im Alter von 18 Jahren debütierte er in der Erstmannschaft von Quick Boys, 1998 wechselte er zum FC Utrecht. Die im Jahre 2010 neu gebaute Haupttribüne des Sportpark Nieuw Zuid ist teils mithilfe des Transfers von Kuijt zum Liverpool FC bezahlt worden.
Einer der größten Erfolge in der Vereinsgeschichte ist indes das Erreichen des KNVB-Pokalviertelfinales 2008 und 2025. Im Jahre 2008 unterlagen sie vor ausverkaufter heimischer Kulisse in Katwijk aan Zee NAC Breda mit 0:3. Auch in den Spielzeiten 2023/24 und 2024/25 war Quick Boys sehr erfolgreich im Pokal. In zwei Pokalsaisons wurden die Profifußballvereine De Graafschap, NAC Breda, Almere City, Fortuna Sittard und sc Heerenveen geschlagen. In beiden Saisons schied Quick Boys gegen AZ Alkmaar aus, 2024 erst im Elfmeterschießen.

## Erfolge
- Niederländischer Amateurmeister: 1992, 2004, 2025
- Niederländischer Amateurmeister (Samstagsabteilung): 1946, 1947, 1948, 1949, 1953, 1958, 1960, 1962, 1991, 1992, 2004
- Niederländischer Amateurpokalsieger: 1952
- Viertelfinale des KNVB-Pokals: 2008, 2025